# 千錘百鍊
《千錘百鍊》（英語：Forged in Fire，或譯《鍛刀大賽》）是一檔美國電視真人實競節目，由Outpost Entertainment製作、於歷史頻道播出。在每一集裡，四位鑄刀匠依據題目鍛造刀刃或武器，透過三輪的淘汰賽決出冠軍，冠軍可贏得一萬美金獎金及當日的冠軍頭銜。該系列第一季至第七季由Wil Willis主持，第八季起由Grady Powell主持。並有三位武器專家J. Neilson（第三季換為Jason Knight）、 David Baker和 Doug Marcaida擔任裁判。

## 賽制與播出
節目於紐約布魯克林拍攝。參賽者會在「鍛工坊」（The Forge）裡進行鑄刀，內備各式金屬加工器械、丙烷鍛造設備、煤鍛造設備、動力錘、研磨機、液壓機。在每一輪淘汰賽的結束階段，打造的武器被評為最差的鍛造師會被淘汰並離場。現場有醫療人員從旁協助，以便處理任何因為鍛造而產生的傷害或其他健康問題，若他們認定某些參賽者無法再安全地參賽，他們也有權讓參賽者退賽。
在第一回合裡，四位匠人會取得他們必須用來打造刀刃的原始材料，在一些規則裡、他們拿到的是事先由節目單位準備好的同樣的材料；而某些規則會讓他們從各種物品中自行選擇材料，或是必須從諸如汽車、除草機或一個廢鐵堆裡等情況中辨別並取出可用的材料。主持人會列出關於刀刃的尺寸標準與特殊限制，而刀匠們則畫下他們的草稿。在設計階段結束後，刀匠會開始在限定時間內初步鍛造出他們的刀刃。當時間截止時，裁判會根據主持人公布的標準來評判這些刀刃，这经常包括設計、工藝、重量、平衡等。
在第二回合裡，主持人會再公布一些特殊限制，剩下的三位刀匠要再將第一回合完成的刀刃調整為可操作的武器，他們必須將刀刃裝上握柄，同樣必須從一堆材料中選擇自己需要的，並透過研磨、銳化、拋光刀片等方式來解決裁判在第一回合裡指出的缺陷。裁判會透過一系列的測試手法來判斷性能，武器會被用於砍、削、刺各種物體，例如沙袋、冰塊或椰子等等，以測試鋒利程度、耐用程度和易用性等指標。如果武器在使用的過程中毀壞，或出現致命性缺陷而無法進行下一階段的測試，則鍛造該武器的刀匠會喪失資格；若同時有兩柄武器損壞，由評審判定缺陷較小者晉級。
在第三回合裡，剩下的兩名刀匠必須花五天的時間，使用自己鍛造工房打造一把歷史上知名的刀刃，同樣也必須符合主持人公布的尺寸標準。五天之後，裁判會在一個模擬該武器於歷史上被使用的場景裡使用刀匠們提交的武器，根據武器的鋒利程度、耐用程度、易用性等標準評選出冠軍，而冠軍將會贏得一萬元美金。
基於每一集的主題，以下規則會有所變動:
- 前兩個回合的時間限制通常是三個小時，依規則難易可能會增加或縮短，但最長為四個小時。
- 第一回合的設計時間通常為十到十五分鐘，可能被取消或延長；若其他環節（例如取得材料的方式）難度較高，特殊限制可能會取消。
- 因為武器種類的因素，第二回合加上握柄的要求可能會更改或取消。
- 第三回合，依打造武器的難易，時間可能為四或五天。

### 特殊賽制
- 大師與學徒（第四季第11集）：節目單位邀請四組刀匠與他們的學徒，每組參賽者中只有1人可以進行製作，另1人只能旁觀但允許提出建議，每三十分鐘輪換一次。由於賽制耗時，因此第一輪時間增加為三個半小時。
- 終極冠軍戰（第四季第21集）、新秀戰（第五季第1集）：節目邀請的刀匠增加為五位，參賽者先在自家工坊鍛造一種指定特殊刀刃，並帶到比賽會場接受測試，依測試結果淘汰1名參賽者，晉級的4人則按照常規賽制繼續進行比賽。
- 特別邀請賽（第五季第30～34集）：四組特殊專精的鐵匠（武器匠、盔甲匠、古典刀匠、現代刀匠）分別進行比賽，各組獲勝者再決出冠軍。
- 軍種之戰（第六季第10～14集）：四組分別來自美國四大軍種（陸軍、空軍、海軍、海軍陸戰隊）的現役軍人刀匠分別進行比賽，各軍種獲勝者再決出冠軍。

第一季第一集於2015年6月22日美東晚上十點播出，第二季於2016年2月16日播出，第三季於2016年8月23日播出，第四季於2017年4月11日播出，第一集出現特殊主題「評審之選」由四位評審（Neilson、Baker、Marcaida、Knight）在過去的參賽者中選出他們最看好的刀匠，再次進行比賽。第五季於2018年3月7日播出。第六季於2019年2月6日播出。第七季於2019年10月9日播出，由於集數較以往多，直到2020年5月6日才播送完畢。第八季於2020年11月18日播出。

## 主持人、評審與製作
Wil Willis：節目主持人，前美國陸軍遊騎兵和美國空軍空降搜救組員，曾主持過《Special Ops Mission》與《Triggers》這兩個軍事頻道節目。間中擔任第二回合評審階段的射擊手，為刀具進行子彈射擊測試。
J. Neilson：節目評審，職業鐵匠、刀劍專家，擁有美國鍛造刀匠協會的「Master Smith」頭銜，鍛刀已有20年經驗。負責審查武器結構、鍛造方式等技術性問題並測試耐久性。由於手術之故，他並沒有參與第三季的節目，另一位有Master Smith頭銜的Jason Knight代替他的位置。他於第四季後半段回歸節目。
David Baker：節目評審，好萊塢道具製作師、武器史權威、也是為電影和博物館複製武器的專家。負責審查武器是否符合歷史上的描述，也審查武器的外型的美觀程度。
Doug Marcaida：節目評審，菲律賓傳統武術專家、教練，也是刀具設計師，負責審查武器在戰鬥中的實用性。第八季時，由於受傷之故，Marcaida雖然仍擔任評審，但是對武器的實際使用會由其弟RJ或他的武術學生進行操作。
Jason Knight: 節目評審，職業鐵匠、刀劍專家，擁有美國鍛造刀匠協會的「Master Smith」頭銜，鍛刀已有15年經驗。負責審查武器結構、鍛造方式等技術性問題並測試耐久性。在第三季與第四季前半段的節目代替因手術之故而不能參與節目的J. Neilson。
Ben Abbott：曾兩次獲得節目冠軍的傳奇刀匠，在第四季第21集擔任客座評審，也在第五、第六季，Neilson因故無法參與節目錄影時擔任代理評審。
Tim Healy 與Steve Ascher：歷史頻道執行製作人，Healy 表示他的靈感來自於烹飪競賽節目而為了吸引歷史頻道的觀眾，他決定將比賽聚焦在歷史上的武器。

## 外部連結
- 官方网站
- 互联网电影数据库（IMDb）上《Forged in Fire》的资料（英文）